# Aqua Vitae Bottle Store

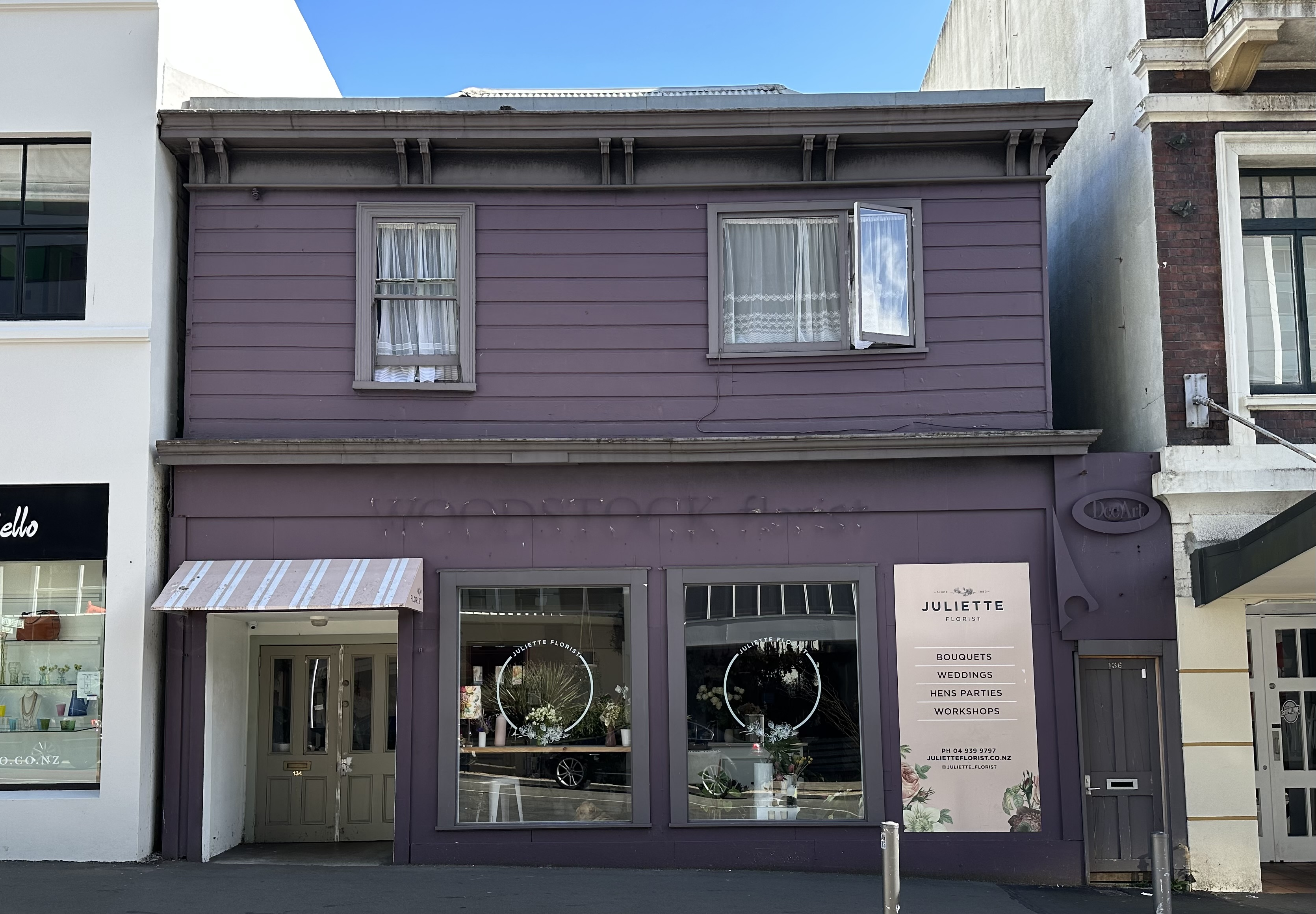
Das Gebäude im Jahre 2023

Der Aqua Vitae Bottle Store  (auch Tustin Family Home oder Toot Sweet) ist ein historisches Bauwerk in der Willis Street 134 im neuseeländischen Wellington. Er wurde am 23. Juni 1994 vom New Zealand Historic Places Trust unter Nummer 7200 als Historic Place Category II eingestuft.
Das Gebäude wurde um 1859 errichtet. Die älteste Erwähnung des Hauses steht in Verbindung mit der Familie eines William Tustin. Dieser war nach seinem Zuzug 1859 ab 1860 als Tapezierer und Anstreicher geschäftlich aktiv. Er nutzte das Gebäude bis 1878 und verwendete das Obergeschoss als Wohnung für seine Familie.
Das Gebäude hat eine Geschichte als Pub, Bar, Gastwirtschaft und Hotel. Von 1920 bis 1940 wurde das Haus von der Spirituosenhandlung McIlraith and Co; Wine & Spirit Merchants (daher auch der Name), in den Jahren 1951 bis 1972 von Star Stores genutzt. Weitere Nutzer waren 1991 das New Zealand Symphony Orchestra und 1992 das auf Deserts spezialisierte Cafe „Toot Sweet“. 2009 wurde es als Blumengeschäft genutzt.
Das hölzerne Bauwerk wurde als Baudenkmal registriert, weil es ein seltenes Zeugnis der frühen kolonialen Bebauung Wellingtons ist und keine vergleichbaren Häuser mehr im Stadtzentrum von Wellington existieren.